# 아사바주

아사바주

아사바주(아랍어: ولاية العصابة, 프랑스어: Assaba)는 모리타니 남부에 위치한 주로, 주도는 키파이며 면적은 36,600km2, 인구는 249,596명(2000년 기준)이다. 북쪽으로는 브라크나주와 타간트주, 동쪽으로는 호드엘가르비주, 서쪽으로는 고르골주, 기디마카주와 인접해 있고 남쪽으로는 말리와 국경을 맞대고 있으며 5개 현(압투트현, 붐데이드현, 게루현, 캉코사현, 키파현)을 관할한다.